# Round the Fire
Round the Fire is een album van BZN uitgebracht op CD en MC in 1995. Op dit album staat onder meer de hit Santo Domingo, dat na 5 weken de 11 positie in de Mega top 50 kreeg. Round the Fire werd beloond met platina. Dit album werd in Nederland, Duitsland en Zuid-Afrika uitgebracht. Het geldt als een van de beste albums van BZN na het jaar 1988 waarin gitarist Cees Tol en Thomas Tol, de toetsenist, werden vervangen.
Het bijzondere aan dit album is, is dat dit het eerste live opgenomen album van BZN is. Dit werd gedaan als reactie op de goede ontvangst van de live single The Banjo man bij het publiek het jaar ervoor.
De special, als promotie van dit album, werd opgenomen in Volendam.

## Tracklist
1. Santo Domingo (live) J. Veerman/J. Keizer/J. Tuijp
2. I love you so (live) J. Veerman/J. Keizer/J. Tuijp
3. The music will never stop (live) D. Plat/J. Veerman/J. Keizer/J. Tuijp
4. Secretly crying (live) J. Veerman/J. Keizer/J. Tuijp
5. Hi ho, what a show! (live) J. Veerman/J. Keizer/J. Tuijp
6. I can still remember (live) J. Veerman/J. Keizer/J. Tuijp
7. The dream of 'Blue Bayou' (live) J. Veerman/J. Keizer/J. Tuijp
8. Une belle ballade (live) J. Veerman/J. Keizer/J. Tuijp
9. Teardrops are falling (live) J. Veerman/J. Keizer/J. Tuijp
10. Sleep well, my love (live) J. Veerman/J. Keizer/J. Tuijp
11. The one I'm dreaming of (live) D. Plat/J. Veerman/J. Keizer/J. Tuijp
12. Good old Volendam (live) J. Veerman/J. Keizer/J. Tuijp